# Béza Tódor

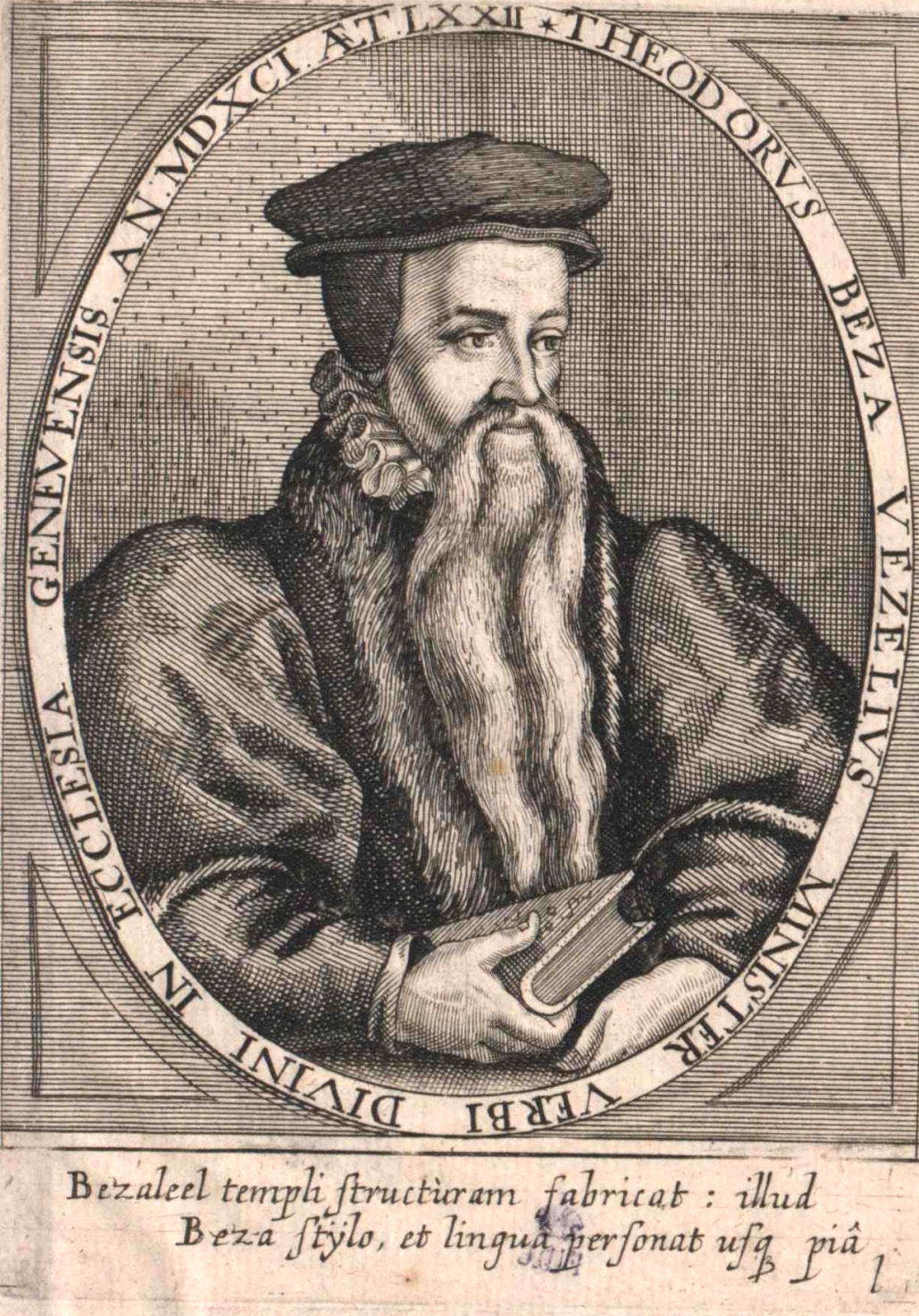
16. századi rézmetszeten

Théodore de Bèze (magyar nevén Béza Tódor (Vézelay (Burgundia), 1519. június 24. – Genf, 1605. október 13.) svájci teológus, Kálvin János hivataltársa és utóda a genfi református egyházban.

## Életpályája
Egykor gazdag és hatalmas burgundi nemes családból származott. Apja királyi ügyész, egyik nagybátyja a párizsi parlament tagja volt, a másik egy cisztercita-zárda apátja. Orléansban nevelkedett, ahol Melchior Wolmar volt tanítója. Amikor Margit, I. Ferenc király nővére, a nagyhírű Wolmart a bourges-i Akadémiához a régi nyelvek tanárának hívta meg, Béza ide is követte. Bourges ebben az időben a reformátori szellemű tudósok és művészek egyik fő gyülekezőhelye volt. Párizsból is sokan menekültek ide, többek közt Kálvin János is, az akkor hírneves fiatal jogtudós. Itt találkozott vele először Béza.
A vallásújítás ellen kibocsátott szigorú királyi rendeletek miatt Wolmar visszatért hazájába, Németországba, és azt remélte, hogy kedves tanítványa is követni fogja, de Béza atyja hallani sem akart arról, hogy fia az általa hitetlenségnek tekintett vallásújítások hazájába, Németországba menjen, hanem azt óhajtotta, hogy folytassa jogi tanulmányait. Béza ekkor az orléans-i egyetemre (1535), négy év múlva pedig Párizsba ment, hogy jogi életpályáját megkezdje. Ekkor adta ki latin nyelvű költeményeit (amelyeket 16 éves korától 29 éves koráig legnagyobb részt Orléansban irt) Poëmata Juvenilia címmel. A kötet nyomán híressé vált egész Franciaországban, mint kora legkitűnőbb latin költője.
Súlyos betegsége és anyagi nehézségek miatt az élete fordulatot vett: Párizst otthagyta és 1548-ban Genfbe ment Kálvinhoz, hogy életét az evangélium szolgálatának szentelje, majd a következő évben a lausanne-i akadémián a görög nyelv tanára lett. Itt kezdte meg zsoltárfordításait és az ótestamentumi történeteknek a drámaí feldolgozását. Ezek közül kiemelkedik a Sacrifice d'Abraham (Ábrahám áldozata) című drámája. Újabb súlyos betegsége és a német-svájci hitújítókkal való kapcsolata után kiadta Kálvinnak a Pál-féle levelekhez irt kommentárjait, befejezte a zsoltároknak francia nyelvre való (Marot Kelemen által megkezdett) fordítását és ezzel mintegy a második alapítójává lett a francia református egyházaknak, mivel Franciaországban «zsoltárt énekelni» annyit jelentett, mint «reformátusnak lenni». Ekkoriban adta ki Passarantius számos kiadást megért gúnyiratát, az eretneküldöző Lizet Péter ellen. Majd Kálvin védelmére írt az eleve elrendelésről, az úrvacsoráról. 1554-ben Jérome-Hermès Bolsec támadásaival szemben megírta De haereticis a civili magistratu puniendis című művét, amelyben a Szervét Mihály megégetését próbálja igazolni.
1557-ben a francia kormány végveszéllyel fenyegette a Piemontban levő valdenseket, Párizsban és környékén pedig a hugenottákat hurcolták börtönbe. Amikor a genfiek erről értesültek, Bézát és Guillaume Farelt elküldték a fontosabb svájci kantonokhoz és a német protestáns fejedelmekhez, hogy együttesen tegyenek lépéseket a francia kormánynál hitrokonaik védelmére. Béza nagy készséggel teljesítette ezt, két ízben felkereste a német fejedelmeket, egyúttal a hittételek körül jelentős engedményeket tett az evangélikusok irányában, annak érdekében, hogy egyezséget hozzon létre a reformáció különböző irányú hívei között. Ezek a törekvések azonban nem jártak sikerrel.
Amikor Pierre Viret, Bézával egyetértésben, a genfi konzisztóriumi intézményt Lausanne-ban is be akarta vezetni, a világi hatósággal éles összeütközésbe kerültek, amelynek következtében több lelkész kivándorolt a kantonból. 1558 őszén Kálvin hívására Béza is átköltözött Genfbe, és az ott felállított akadémia tanára és lelkipásztor lett. Kálvin 1564-ben bekövetkezett halála után ő lett a francia-svájci reformáció vezéralakja.
Nagy műveltsége, előkelő modora fényes szerepet juttatott neki a francia reformátusok történetében is. Antal navarrai király őt hívatta táborába, Néracba, hogy tőle az evangélium tanait megismerje, és 1561-ben őt küldték a híres poissy-i vallási vitára Pierre Martyr Vermiglivel együtt. A Saint-Germainben folytatott szóvitán elszántan harcolt a képtisztelet ellen. A polgár- és vallásháború kitörése után, a I. Louis de Bourbon-Condé herceg táborával Orléansba ment, és előbb itt, majd a német protestáns udvaroknál azon fáradozott, hogy a hugenották megerősítésére pénzt és fegyvereseket gyűjtsön.
Részt vett 1571-ben a francia reformátusok nîmes-i egyetemes zsinatán. Az 1585-ös mömpelgardi vallási vitán heves harcot vívott a lutheránus teológusokkal az ubiquitási tan felett.
Első felesége, akivel negyven évet élt együtt, 1588-ban meghalt, ezután egy genovai származású özvegyet vett feleségül 69 éves korában. 1595-ben megírta végrendeletét, 1598-ban letette tanári tisztét. Utolsó prédikációját 1600-ban tartotta, 81 éves korában.

## Művei
Munkái közül, a már említetteken kívül, a nevezetesebbek:
- Vita Calvini (1595);
- Calvini epistolae et responsa (1575);
- Th. Bezae Tractationes theolog. (1582);
- Dialogi de praedestinatione et de coena sacra, amelyben Westphal Joakim és Heshusius ellen, a maró gúny és élc fegyvereit is nagy mértékben használva védi Kálvin eleve elrendelési és úrvacsorai tanait.
- Icones virorum illustrium (1580).
- Az Új testamentum fordítása, szövegkritikája és magyarázata terén nagy munkát végzett, neki tulajdonították – bár tévedésből -a Histoire ecclesiastique des églises reformées au royaume de France című munkát is. Hitvallása a régi magyar református egyházban majdnem hitszabályzó tekintélyű volt; a mai magyar református egyház énekes könyvében a zsoltárok egy része felett T. B. áll, ezzel jelezve, hogy azokat Théodore Béza fordította s szedte francia versekbe; más része felett „C. M.”, azaz Clemens Marot.

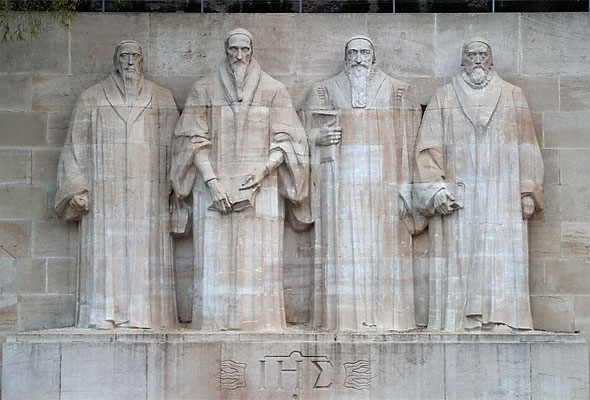
A reformáció emlékműve Genfben. Balról jobbra: Guillaume Farel, Kálvin János, Béza Tódor és John Knox

### Magyarul
- Kálvin János élete; ford. Rácz Kálmán; Főiskolai Könyvny., Pápa, 1908 (Kálvin János művei)
- Szent Dávid király százötven zsoltára; Théodor de Bèze és Clément Marot francia verseiből ford. Szenczi Molnár Albert, sajtó alá rend. Kövendi Dénes, bev. Karácsony Sándor; Sylvester Ny., Bp., 1948

## Emlékezete
- Genfben a reformáció emlékművének egyik alakja Béza.